# لوسي كينيدي
لوسي كينيدي (بالإنجليزية: Lucy Kennedy)‏ (و. 1988  م) هي دراجة أسترالية، ولدت في بريزبان.

## سباقات أو مراحل فاز بها
| التاريخ        | السباق                                                    | المركز                                          |
| -------------- | --------------------------------------------------------- | ----------------------------------------------- |
| 08 يناير 2017  | سباق الطريق للسيدات في بطولة أستراليا لركوب الدراجات 2017 |                                                 |
| 28 يناير 2017  | Cadel Evans Great Ocean Road Race Women 2017              | الرابع في التصنيف العام                         |
| 09 مارس 2017   | 2017 Oceania Road Cycling Championships Women ITT         | الفائز في التصنيف العام                         |
| 10 مارس 2017   | 2017 Oceania Road Cycling Championships Women RR          |                                                 |
| 10 سبتمبر 2017 | 2017 تور دي آرديش للسيدات                                 | الفائز في التصنيف العام                         |
| 05 يناير 2018  | بطولة أستراليا لسباق الدراجات ضد الزمن للسيدات 2018       |                                                 |
| 14 يناير 2018  | طواف داون أندر للسيدات 2018                               | الرابع في التصنيف العام، الخامس في تصنيف الجبال |
| 03 مارس 2018   | ستراد بينك للسيدات 2018                                   | الخامس في التصنيف العام، الخامس في تصنيف النقاط |
| 11 مارس 2018   | روند فان درينثي كأس العالم 2018                           | العاشر في تصنيف النقاط                          |
| 18 مارس 2018   | تروفيو ألفريدو بيندا كومون دي سيتيجليو 2018               | التاسع في التصنيف العام                         |
| 13 يناير 2019  | طواف سانتوس للسيدات 2019                                  | الثاني في التصنيف العام، الثالث في تصنيف الجبال |
| 31 يناير 2019  | 2019 Women's Herald Sun Tour                              | الفائز في التصنيف العام                         |
| 20 مايو 2019   | 2019 Durango-Durango Emakumeen Saria                      | الفائز في التصنيف العام                         |
| 03 أغسطس 2019  | Clásica San Sebastián femenina 2019                       | الفائز في التصنيف العام                         |
| 06 فبراير 2020 | 2020 Women's Herald Sun Tour                              | الفائز في التصنيف العام                         |

## روابط خارجية
- لوسي كينيدي على موقع الاتحاد الدولي للدراجات (الإنجليزية)
- لوسي كينيدي على موقع أرشيف الدراجات (الإنجليزية)
- لوسي كينيدي على موقع إحصائيات الدراجات الإحترافية (الإنجليزية)
- لوسي كينيدي على موقع نسبة الدراجات (الإنجليزية)